# Kim Hyong-Jik
Kim Hyŏng-jik (Mangyongdae, 10 luglio 1894 – Jilin, 5 giugno 1926) è stato un attivista coreano.

## Biografia
Poco si sa di Kim. Nato il 10 luglio 1894 nel piccolo villaggio di Mangyongdae come figlio di Kim Bo-hyon e di Lee Bo-ik, frequentò la Sungshil School (평양숭실학교), gestita da missionari americani e successivamente divenne insegnante presso la scuola Sunhwa (순화학교) a Mangyongdae nel 1913 e la scuola Christian Myongsin (명신학교) a Ponghwa-ri, nella contea di Kandong, nel 1916, lavorando poi come farmacista erborista. Kim e sua moglie frequentavano le chiese cristiane e Kim stesso  serviva anche come missionario protestante part-time. È stato riferito che il figlio Kim Il Sung frequentò le funzioni religiose durante l'adolescenza prima di diventare ateo. Kim Il Sung parlava spesso dell'idea di suo padre di chiwŏn (지원(志遠), rette aspirazioni)". Kim Hyong-jik è affermato dalla Corea del Nord per aver convocato un importante incontro di attivisti per l'indipendenza nel novembre 1921 commemorato presso il sito rivoluzionario di Sansong. Secondo il funzionario nordcoreano, Kim morì a causa di numerosi problemi medici, incluso il congelamento di terzo grado. 

## Famiglia
Genitori
- Kim Bo-hyon (김보현)
- Lee Bo-ik (이보익; 31 maggio 1876 - 18 ottobre 1958)

Fratelli
- Kim Hyong-rok (김형록)
- Kim Hyong-gwon (김형권)

Sorelle
- Kim Gu-il (김구일녀)
- Kim Hyong-sil (김형실)
- Kim Hyong-bok (김형복)

Moglie
- Kang Pan-sok

Figli
- Kim Il Sung (김일성)

- Kim Chol-ju (김철주; 12 giugno 1916 - 14 giugno 1935)
- Kim Yong-ju (김영주)